# Ásbirningar
Gli Ásbirningar (singolare Ásbirningur) erano un potente clan familiare dello Stato libero d'Islanda. Essi dominavano lo Skagafjörður (nell'Islanda settentrionale) nel XII e XIII secolo fino alla morte del loro ultimo leader, Brandur Kolbeinsson, nella Battaglia di Haugsnes nel 1246.
Gli Ásbirningar furono molto noti per le loro doti militari e diplomatiche. L'Ásbirningur più famoso è probabilmente Kolbeinn Tumason, poeta islandese che, durante la Battaglia di Víðines, in punto di morte compose l'Heyr, himna smiður ("Ascolta, divino Creatore"); un altro famoso Ásbirningur fu Kolbeinn ungi Arnórsson, il figlio di Arnór Tumason (fratello di Kolbeinn Tumason).